# トマス・クリフォード (初代クリフォード男爵)

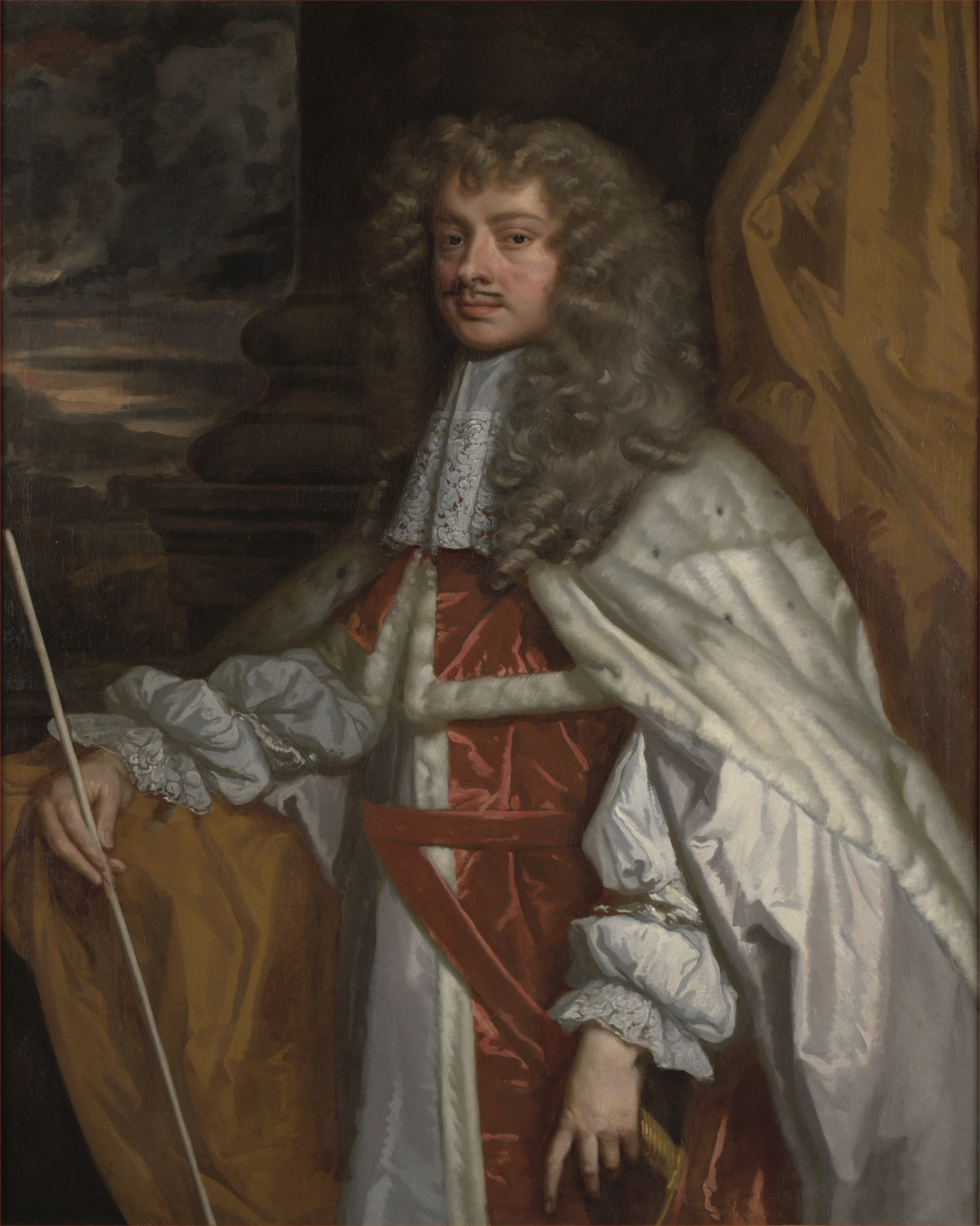
初代クリフォード男爵トマス・クリフォード

初代チャドリーのクリフォード男爵トマス・クリフォード（英: Thomas Clifford, 1st Baron Clifford of Chudleigh PC、1630年8月1日 - 1673年10月17日）は、イングランドの貴族・政治家。サー・ヒュー・クリフォードとジョージ・チャッドリーの娘メアリーの息子。
デヴォンシャーのチャッドリーで誕生、1647年にオックスフォード大学エクセター・カレッジへ入学、翌1648年にミドル・テンプルへ移った。1660年の選挙でデヴォンシャーのトトネスから下院議員に選出され、翌1661年の騎士議会で再選出され政界へ進出した。
1665年に英蘭戦争が始まると海軍に加わり、1666年に宮廷の監査官になり、1667年にクラレンドン伯爵エドワード・ハイドが英蘭戦争の責任を問われ亡命すると、チャールズ2世によりCabalのメンバーとして登用（他にアーリントン伯、バッキンガム公、シャフツベリ伯、ローダーデイル公）、大蔵委員に任じられ大蔵省に勤務、1668年に宮廷の財務も担当するようになった。
1672年に大蔵卿に任命され、同年にチャドリーのクリフォード男爵に叙せられた。1670年にチャールズ2世とフランス王ルイ14世のドーヴァーの密約に署名している。
しかし、財政難から国庫支払い停止をチャールズ2世に勧めたため政権は国民の信頼を失い、翌1673年に審査法が制定され、カトリック教徒だったためイングランド国教会への宣誓を拒否して6月に大蔵卿を辞任、4ヶ月後に急死した。自殺とされている。爵位は息子のヒューが継承、Cabal崩壊後は後任の大蔵卿となったラティマー子爵トマス・オズボーンがチャールズ2世の側近となり政権を担っていった。

## 子女
リチャード・マーティンの娘エリザベスと結婚、8人の女子と7人の男子、合わせて15人の子を儲けた。
1. トマス（1652年以前） - 夭折
2. トマス（1652年以前） - 夭折
3. トマス（1652年 - 1671年）
4. ジョージ（1653年 - 1662年）
5. エリザベス（1655年以前） - 夭折
6. エリザベス（1655年 - 1677年） - カルー男爵ヘンリー・カルーと結婚
7. メアリー（1658年 - 1715年） - サイモン・リーチと結婚
8. エイミー（1661年 - 1693年） - ジョン・コートニーと結婚
9. アン（1662年 - 1678年）
10. ヒュー（1663年 - 1730年）
11. ローダ（1665年 - 1689年）
12. イザベル（1665年 - 1669年）
13. サイモン（1666年 - 1686年）
14. キャサリン（1670年 - 1708年）
15. チャールズ（1671年 - 1691年）